# Konservatorium Georg Philipp Telemann

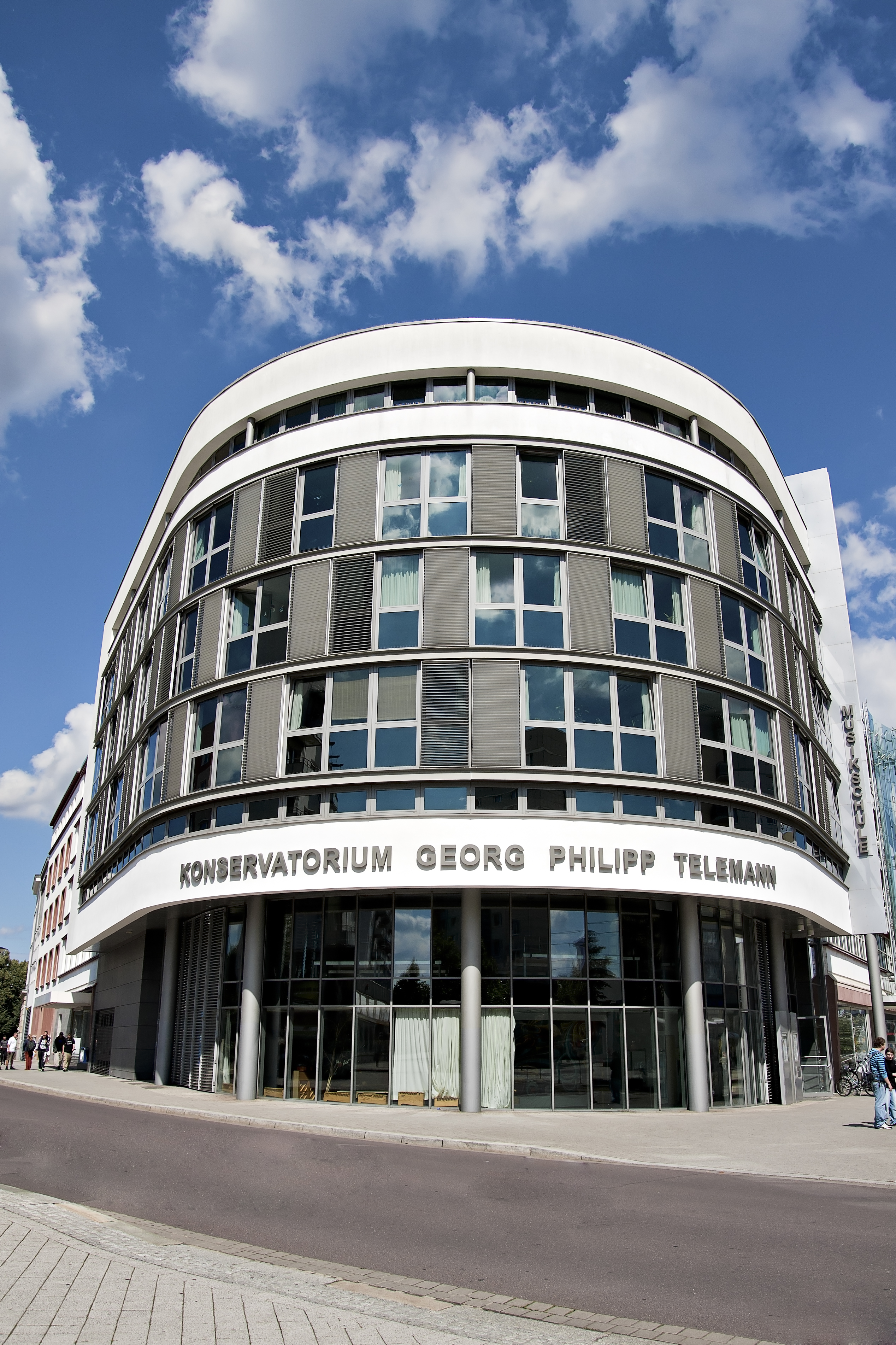
Das Hauptgebäude des Konservatoriums

Das Konservatorium Georg Philipp Telemann ist mit seinen derzeit nahezu 2.900 Schülern und über 100 Lehrkräften die größte Musikschule des Landes Sachsen-Anhalt. Das Ausbildungskonzept umfasst neben der pädagogisch-künstlerischen Arbeit auch die kontinuierliche Erarbeitung von pädagogischen Modellen und Modell-Lösungen. Die Förderung der "klassischen" musikalischen Ausbildung ist ebenso selbstverständlich wie die nachhaltige Förderung "moderner" Musik und der Jazz-, Rock-, Popmusik. Namensgeber für das Konservatorium ist der in Magdeburg geborene Komponist Georg Philipp Telemann (1681–1767).

## Geschichte

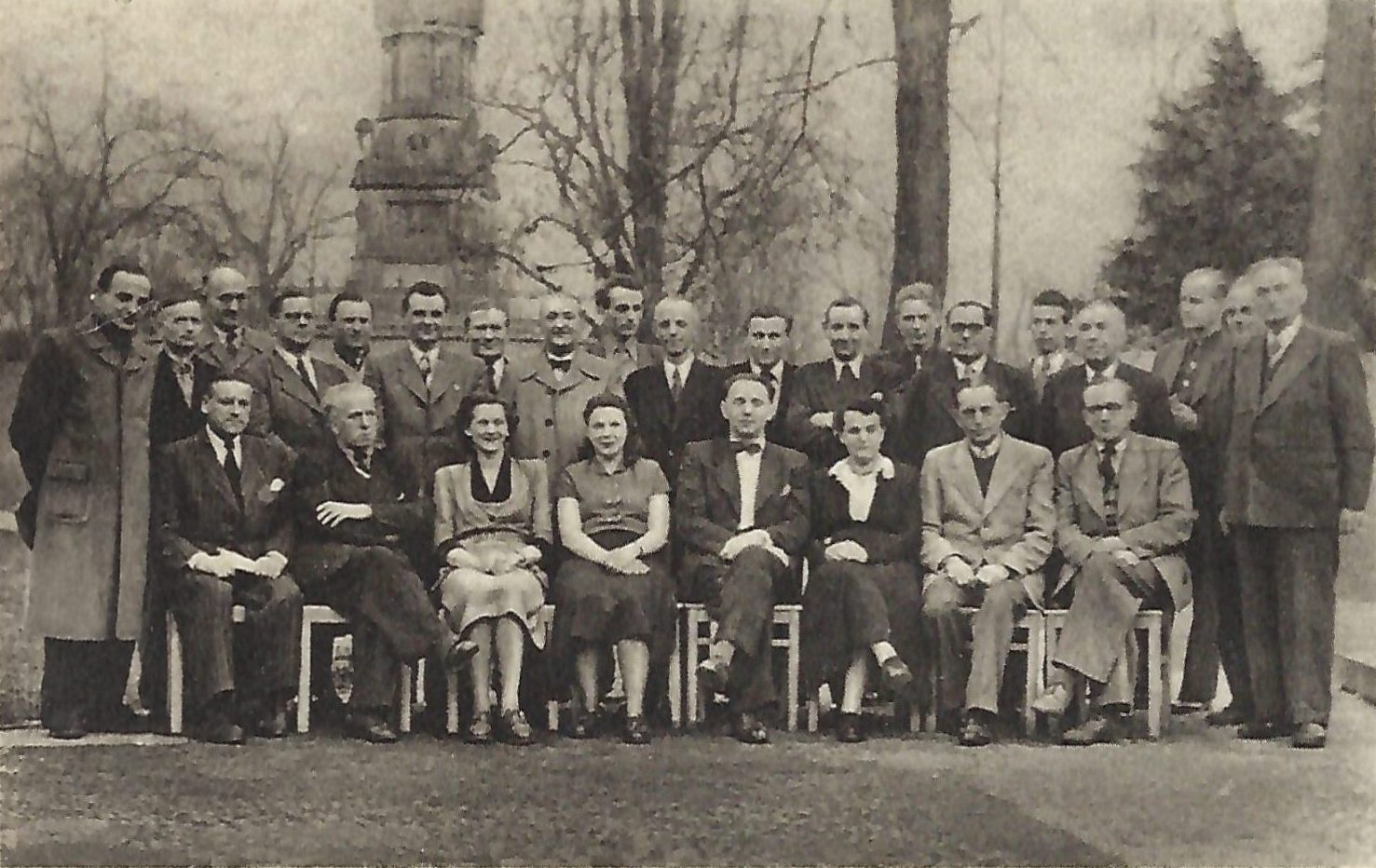
Lehrerkollegium der Georg-Philipp-Telemann-Musikschule 1952/1953

Die Geschichte des Konservatoriums begann am 4. Januar 1954 mit der Gründung der „Volksmusikschule Magdeburg“. Vorausgegangen war die zumindest seit 1951 aktive Georg-Philipp-Telemann-Musikschule mit Sitz in der Hegelstraße.
In dieser städtischen Einrichtung gaben zunächst 23 Lehrkräfte Instrumentalunterricht in zehn verschiedenen Fächern. Schnell wurde ein großer Bedarf an musikalischer Bildung deutlich, denn schon nach knapp zwei Jahren verfünffachte sich die anfängliche Schülerzahl und stieg im September 1955 auf 524 Schüler an.
Ab September 1957 wurden die ersten Räume in der Hegelstraße 2 bezogen, wo bis zum Jahr 2000 ein Großteil des Unterrichts stattfinden sollte. Im Rahmen der dritten Telemann-Festtage anlässlich des 200. Todestages des gebürtigen Magdeburger Komponisten kam es am 25. Juni 1967 schließlich zur Umbenennung der „Magdeburger Volksmusikschule“ in „Georg-Philipp-Telemann-Musikschule“. Eine erneute Umbenennung erfolgte 1976 mit der Umwandlung zur „Bezirksmusikschule“. Von 1967 bis 1995 leitete der Musikpädagoge und Komponist Günter Bust die Einrichtung.
Nach der Wende stiegen die Schülerzahlen rasant und verdoppelten sich in kurzer Zeit. Am 27. November 1990 trat die Musikschule in den Verband deutscher Musikschulen ein. Im folgenden Jahr nannte man sich wieder „Georg-Philipp-Telemann-Musikschule“. Weiterhin gründete sich am 11. März 1991 der Förderverein der Musikschule, der in den kommenden Jahren finanzielle Unterstützung von diversen Musikschulveranstaltungen leistete.
Aufgrund der weiterhin steigenden Schülerzahlen entstand eine prekäre räumliche Situation. 1998 entschied sich der Stadtrat daher mit deutlicher Mehrheit für den Bau eines neuen Gebäudes am Breiten Weg. Schon am 8. September 2000 konnte der Schlüssel für den fünfstöckigen Rundbau feierlich übergeben werden. Gleichzeitig erhielt die Musikschule den Status eines Konservatoriums.
Im Mai 2006 zog auch der Fachbereich Jazz-Rock-Pop um. Das sanierte Gebäude am Thiemplatz erhielt den Namen Thiem20 – "Haus für junge Kunst" und wird seither von den Schülern und den 16 Lehrern des Fachbereichs zusammen mit der Jugendkunstschule des städtischen Puppentheater Magdeburg genutzt.

## Unterrichtsangebote

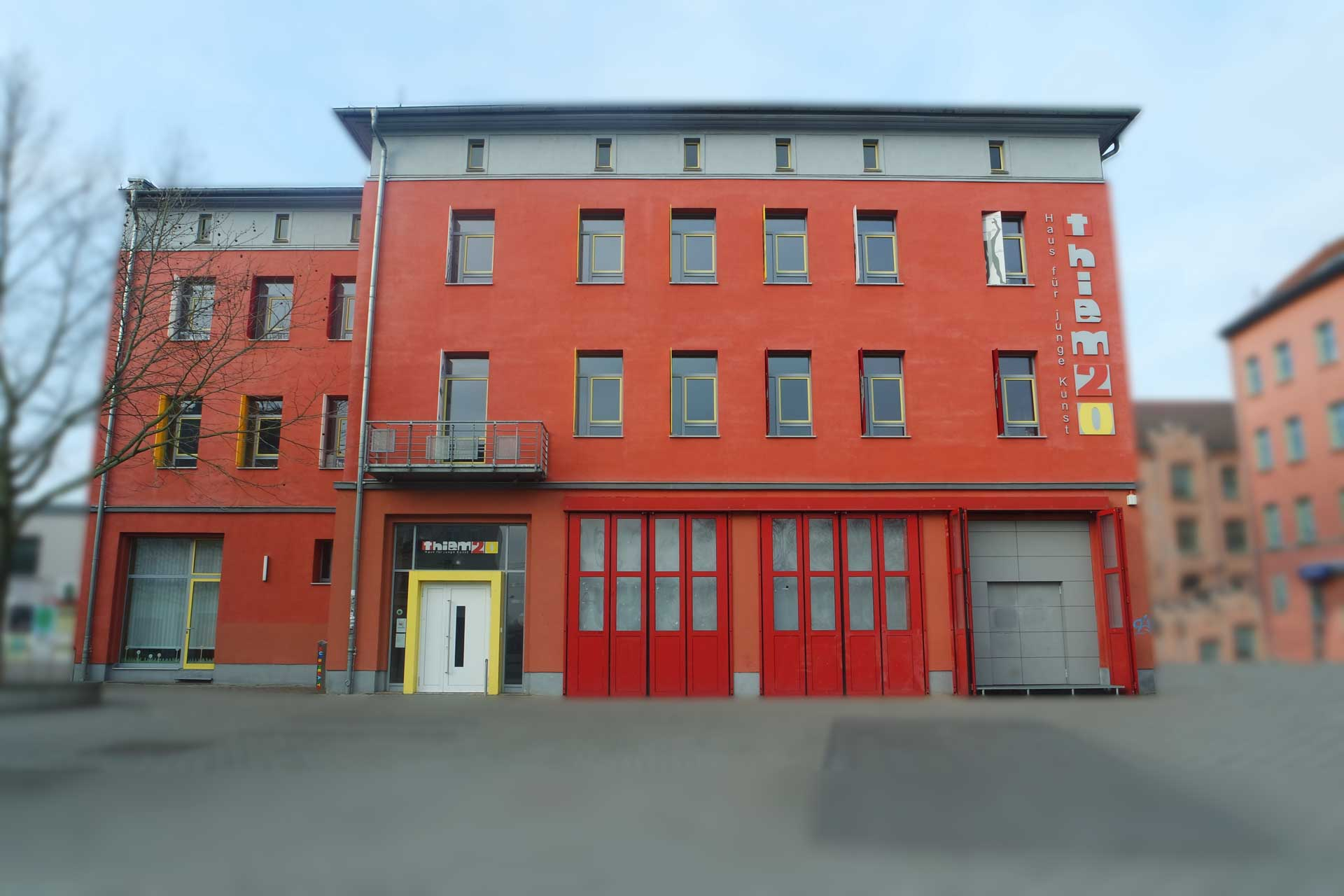
Thiem20 – Haus für junge Kunst

Das Konservatorium bietet Unterricht für Interessierte aus allen Altersklassen unabhängig von Nationalität und Geschlecht, sozialem oder wirtschaftlichen Hintergrund an. Dabei möchte man sowohl auf die musikalische Breitenbildung als auch auf die Begabtenförderung Wert legen. Die Angebote reichen von diversen zeitlich begrenzten Projekten, wie dem Instrumentenkarussell oder der musikalischen Elementarbildung über die Ausbildung an einem bestimmten Instrument bis hin zu den Ergänzungsfächern und Ensemblespiel-Angeboten. Der Instrumentalunterricht findet einmal wöchentlich statt und dauert in der Regel 30 oder 45 Minuten.

### Liste der Instrumente, die am Konservatorium erlernt werden können
- Akkordeon
- Bariton
- Blockflöte
- Carillon
- Cembalo
- Drumset
- E-Bass
- E-Gitarre
- Fagott/Fagottino
- Gesang (Klassisch oder Jazz-Rock-Pop)
- Gitarre (Klassisch oder Jazz-Rock-Pop)
- Harfe
- Keyboard
- Klarinette (klassisch oder Jazz-Rock-Pop)
- Klavier (klassisch oder Jazz-Rock-Pop)
- Kontrabass (klassisch oder Jazz-Rock-Pop)
- Mandoline
- Oboe
- Orgel
- Percussion
- Posaune (klassisch oder Jazz-Rock-Pop)
- Querflöte (klassisch oder Jazz-Rock-Pop)
- Saxophon (klassisch oder Jazz-Rock Pop)
- Schlagwerk (klassisch oder Jazz-Rock-Pop)
- Susaphon
- Tenorhorn
- Traversflöte
- Trompete (klassisch oder Jazz-Rock-Pop)
- Tuba
- Viola
- Violine
- Violoncello
- Waldhorn

### Liste der weiteren Fächer, die am Konservatorium angeboten werden
- Dirigieren
- Komponistenklasse
- Musiktheorie und Gehörbildung
- Schulpraktisches Klavierspiel
- Solfeggio

### Liste der Jahresprojekte des Konservatoriums
- Bandpraxis/Bandprojekt
- Blechschmiede (für Schüler von 6–9 Jahren)
- Blockflötenmäuse (für Schüler von 6–9 Jahren)
- Gitarrenflöhe (für Schüler von 6–9 Jahren)
- Instrumentenkarussell (für Schüler von 6–9 Jahren)
- Klaviergarten (für Schüler von 4–6 Jahren)
- Musikalische Früherziehung (für Schüler ab 3 Jahren)
- Musikalische Grundausbildung (für Schüler ab 6 Jahren)
- Musik-Bewegung-Saitenspiel (für Schüler von 4–7 Jahren)
- Querflötenamseln (für Schüler von 5–6 Jahren)
- Telemanns-Musikzwerge (musikalische Eltern-Kind-Kurse für Kinder zwischen 3 und 36 Monaten)
- Trommeln im Thiem (für Schüler von 6–9 Jahren)

### Liste der Ensemblespielangebote des Konservatoriums
- Big Band
- Drumcircle
- Großes Bläserensemble
- Großes Blockflötenensemble
- Großes Streichorchester
- Großes Zupforchester
- Jugendsinfonieorchester
- Kammerorchester
- Kinderchor
- Kleiner Blockflötenspielkreis
- Kleines Streichorchester
- KonChor
- Magdeburger Knabenchor
- Opernkinderchor
- Schülerzupforchester
- Seniorenchor
- Spatzenchor
- Vokalkreis

Weiterhin wird das Unterrichtsfach Musiktherapie für Kinder angeboten.
Der Unterricht findet überwiegend in den Räumen am Breiten Weg 110 sowie im Thiem20 am Thiemplatz statt.

## Struktur und Organisation
Der Eigenbetrieb Konservatorium Georg Philipp Telemann ist eine Bildungs- und Kultureinrichtung der Stadt Magdeburg. Er gliedert sich in den pädagogischen Bereich, dem der stellvertretende Direktor, die Fachbereichsleiter und die Lehrkräfte angehören und in die Verwaltung, zu dem der Verwaltungsleiter, der Leiter für Finanz- und Rechnungswesen, die Sachbearbeiter für Finanz- und Gebührenangelegenheiten, die Sachbearbeiterin für Öffentlichkeitsarbeit sowie die Haustechniker angehören. Beiden Gebieten ist der Eigenbetriebsleiter des Konservatoriums vorangestellt.